# Hodoșa
Hodoșa (Székelyhodos en hongrois) est une commune roumaine du județ de Mureș, dans la région historique de Transylvanie et dans la région de développement du Centre.

## Géographie
La commune de Hodoșa est située dans le nord-est du județ, dans les collines du Mureș, à 18 km au sud-est de Reghin et à 30 km au nord-est de Târgu Mureș, le chef-lieu du județ.
La municipalité est composée des quatre villages suivants (population en 2002) :
- Hodoșa (228), siège de la municipalité ;
- Ihod (121) ;
- Isla (349) ;
- Sâmbriaș (722).

## Histoire
La première mention écrite du village date de 1332 sous le nom de Hudus.
La commune de Hodoșa a appartenu au royaume de Hongrie, puis à l'empire d'Autriche et à l'Empire austro-hongrois.
En 1876, lors de la réorganisation administrative de la Transylvanie, elle a été rattachée au comitat de Maros-Torda.
La commune de Hodoșa a rejoint la Roumanie en 1920, au traité de Trianon, lors de la désagrégation de l'Autriche-Hongrie. Après le deuxième arbitrage de Vienne, elle a été occupée par la Hongrie de 1940 à 1944, période durant laquelle sa petite communauté juive fut exterminée par les Nazis. Elle est redevenue roumaine en 1945.

## Politique
Le conseil municipal de Hodoșa compte 9 sièges de conseillers municipaux. À l'issue des élections municipales de juin 2008, Sándor Orbán (UDMR) a été élu maire de la commune.
| Parti                                      | Nombre de conseillers |
| ------------------------------------------ | --------------------- |
| Union démocrate magyare de Roumanie (UDMR) | 5                     |
| Parti Civique Hongrois (PCM)               | 4                     |

## Religions
En 2002, la composition religieuse de la commune était la suivante :
- Catholiques romains, 87,74 % ;
- Unitariens, 3,94 % ;
- Réformés, 3,66 % ;
- Adventistes du septième jour, 1,83 %.

## Démographie
Hodoșa est un village presque entièrement sicule.
En 1910, la commune comptait 9 Roumains (0,35 %) et 2 524 Hongrois (99,29 %).
En 1930, on recensait 34 Roumains (1,44 %), 2 269 Hongrois (96,23 %), 2 Juifs (0,08 %) et 53 Tsiganes (2,25 %).
En 2002, 9 Roumains (0,63 %) côtoient 1 293 Hongrois (91,05 %) et 118 Tsiganes (8,30 %).
| 1850  | 1880  | 1900  | 1910  | 1930  | 1956  | 1977  | 1992  | 2002  |
| ----- | ----- | ----- | ----- | ----- | ----- | ----- | ----- | ----- |
| 2 058 | 2 104 | 2 467 | 2 542 | 2 358 | 2 729 | 2 050 | 1 604 | 1 420 |

| 2007  | - | - | - | - | - | - | - | - |
| ----- | - | - | - | - | - | - | - | - |
| 1 368 | - | - | - | - | - | - | - | - |

## Économie
L'économie de la commune repose sur l'agriculture et l'élevage.

## Lieux et monuments
- Hodoșa, église catholique de 1332.

- Isla, église unitarienne du XVIIe siècle.

## Jumelages
- Venerque (France)